# Infrastructure

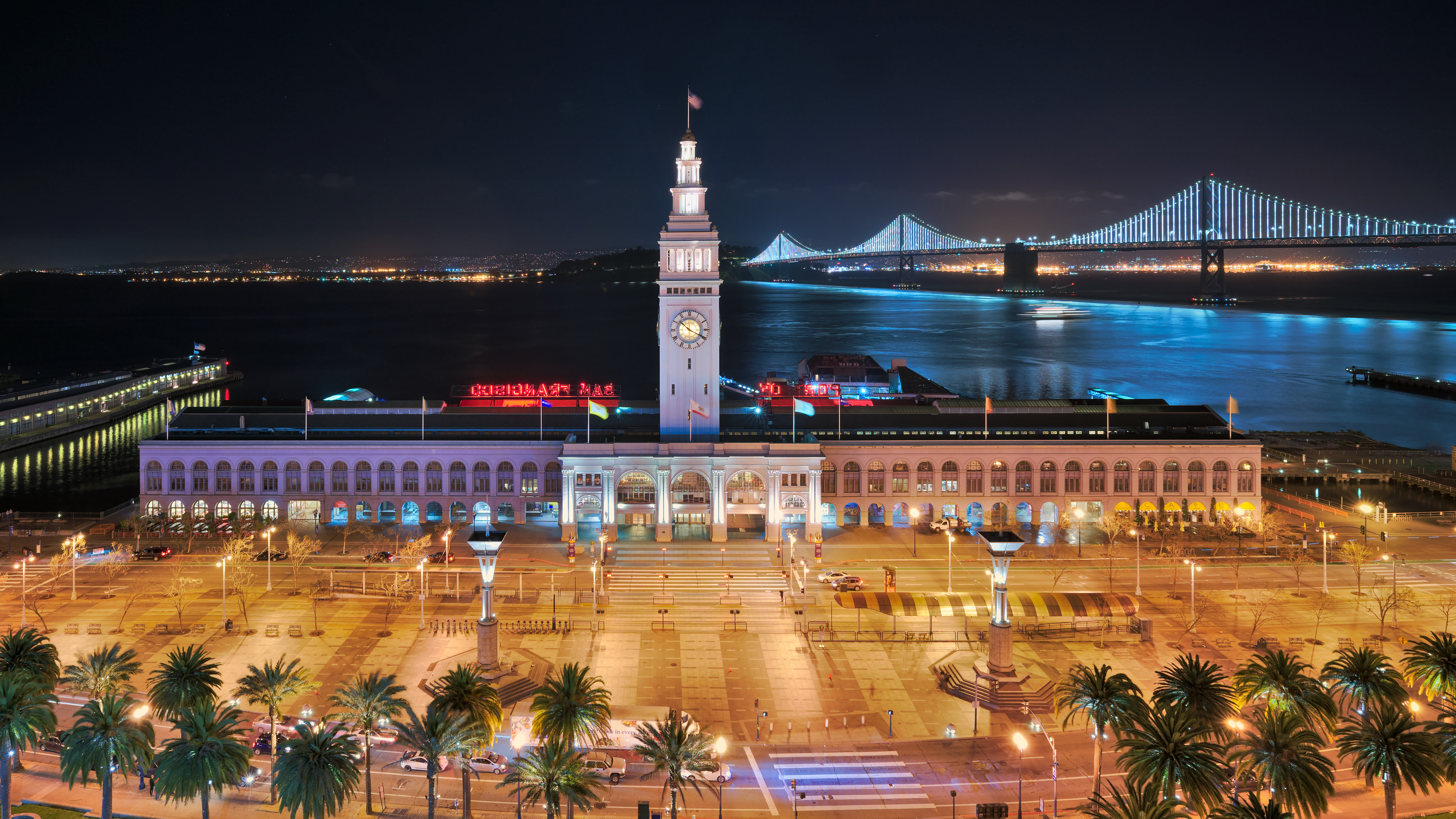
Ferry Building at night

L'infrastructure est un ensemble d'éléments, d'ouvrages ou d'installations interdépendants qui supportent en partie ou en totalité une structure ou un réseau. Ces infrastructures peuvent être :
- la fondation d'une construction (par exemple : solage, semelle de fondation ou dalles portant des charges), généralement dans le sol ;
- une construction implantée sur le sol (par exemple : ponts, routes, voies ferrées, aéroports, barrages) ;
- un ensemble d'équipements interconnectés (par exemple : réseaux d'aqueduc et/ou d'égouts, réseaux électriques, réseaux téléphoniques) ;
- des réseaux de hautes technologies (par exemple : réseaux Internet ou intranet, réseaux satellitaires, réseaux 5G, réseaux IoT).

Le terme est aussi utilisé d'une façon très abstraite. Par exemple, les outils d'ingénierie informatique sont quelquefois décrits comme une partie de l'infrastructure d'un environnement de développement, et le terme capital d'infrastructure en économie peut être trop large, comme il inclut l'habillement jusqu'au système de canaux qui s'étend sur un continent. Il faut aussi pondérer avec la notion de robustesse dans un environnement fluide. Ainsi, dans le monde de la recherche scientifique, on peut parler d'infrastructures de recherche pour désigner des ensembles interdisciplinaires et interdépendants menant des objectifs scientifiques communs de façon structurée.

## Utilisations selon les contextes

### Pour la sécurité nationale
En sécurité nationale, le terme « infrastructure critique » est aussi extrêmement large (bien qu'il doive être moins inclusif car toute infrastructure ne doit pas être considéré comme essentielle), par exemple la finance. Une question est la nécessité des moyens de protection et en comptabilité de celle croissante de la sauvegarde de la vie humaine. Les partisans d'une définition étendue arguent habituellement que sans ces systèmes « critiques » le reste de l'infrastructure est pillé, brûlé et n'est pas sûr d'utilisation.
Une autre question à résoudre est de savoir si les médias de masse et tous les instruments de la propagande sont une infrastructure essentielle notamment pour soutenir le moral et l'adhésion de la population aux décisions du pouvoir.

### En aménagement du territoire
Le terme est utilisé le plus souvent à propos de l'aménagement du territoire surtout l'urbanisme et les transports, mais englobe en fait tous les aménagements et zonages par les décisions politiques impliquées.

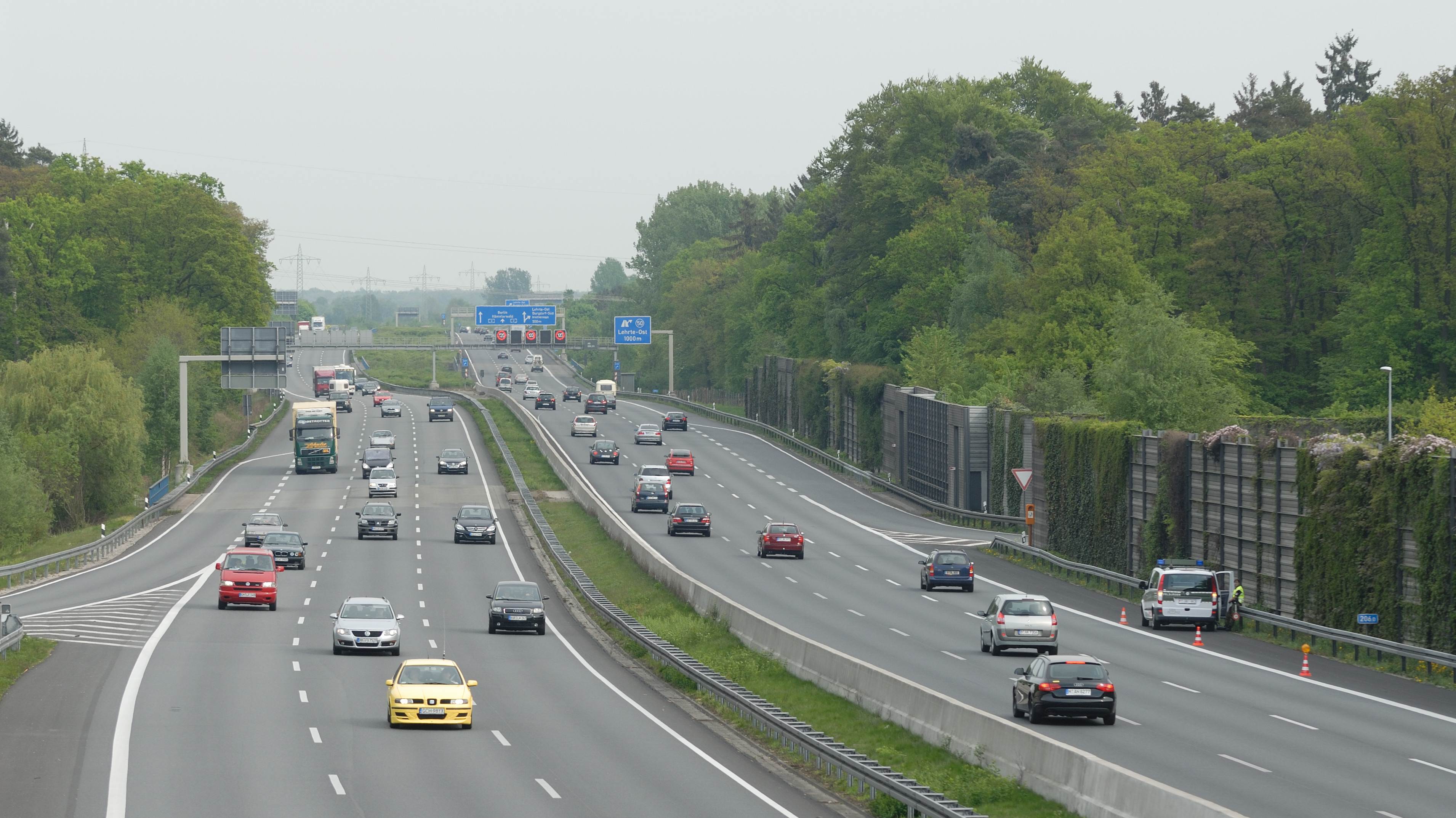
Blick auf A 2 bei Raststätte Lehrter See

### En génie civil
L'infrastructure est composée essentiellement des fondations d'un ouvrage ainsi que d'éventuels niveaux enterrés. Elle assure néanmoins le transit des efforts venant de la partie aérienne du projet (superstructure) vers les éléments de fondations notamment grâce à des poutres et des poteaux (éléments de structure de la superstructure).

### En recherche et développement
Une infrastructure de recherche peut être un équipement, des bâtiments, des laboratoires et/ou des bases de données de pointe nécessaires pour mener des activités de recherche et développement.
Les infrastructures de recherche ne sont pas nouvelles (voir par exemple les observatoires astronomiques), mais leur rôle revêt une importance croissante - les coûts de la recherche, les besoins de recherche transdisciplinaire, la rareté de certains matériaux de base… sont autant de raisons pour qu'à une approche plutôt disciplinaire (exemple des accélérateurs de particules dans la physique) ou locale (une biobanque pour tel laboratoire) qui prévalait jusque-là, se substitue une approche plus ouverte sur différentes communautés scientifiques.
- Centre de ressources biologiques

### Eninformatique
L'infrastructure désigne les équipements informatiques matériels :
- matériel informatique ;
- réseau informatique.

L'infrastructure est un élément-clé pour réaliser une bonne interopérabilité entre les éléments des systèmes d'information, comme les logiciels.

### En philosophie
L'infrastructure est un concept développé par Karl Marx qui s'articule avec celui des superstructures.

### En économie et sociologie
Il existe des fonds spécialisés dans le financement d'infrastructures. On distingue souvent ceux dits « Greenfield » appelés à financer la première étape du projet, la construction de l'actif et le démarrage de son exploitation, des fonds dits « brownfields » qui interviennent sur des infrastructures plus matures.

## Vulnérabilités face aux changements climatiques
Le dérèglement climatique peut accélérer ou exacerber le vieillissement de certains matériaux et soumettre certaines infrastructures à des contraintes accrues ou nouvelles par exemple en raison d'inondations, érosion des sols et du trait de côte, tempêtes ou phénomènes de retrait-gonflement des argiles (RGA), de déversement brusques de lacs de glaciers et de fonte des pergélisols et de submersion marine plus graves et/ou fréquentes (dont en France), ou faire fondre en été certains enrobés, de nombreux articles et commentateurs interrogent sur la qualité des infrastructures dans d'autres pays comparables à l'Italie.